# میگن کلی
مِیگِن ماری کلی (انگلیسی: Megyn Kelly؛ زادهٔ ۱۸ نوامبر ۱۹۷۰) مجری تلویزیونی و صاحبنظر سیاسی است. او از ۲۰۰۴ تا ۲۰۱۷ برای شبکه فاکس نیوز کار کرد، و هم‌اکنون مجری ان‌بی‌سی نیوز است. او از سوی مجلهٔ تایم، به عنوان یکی از صد چهرهٔ تأثیرگذار سال ۲۰۱۴ برگزیده شد.
کلی در سیراکیوز، نیویورک متولد شد. پدرش استاد دانشگاه و مادرش خانه‌دار بود. او از تبار ایتالیایی است. او لیسانس علوم سیاسی را از دانشگاه سیراکیوز و دکترای حقوق را از مدرسه حقوق آلبانی دریافت کرد.
کلی با پوشش انتخابات ریاست جمهوری سال ۲۰۱۲ پوشش رسانه‌ای را به خود جلب کرد.
کلی از سال ۲۰۱۴ تا ۲۰۱۷، میزبان برنامهٔ د کلی فایل در روزهای هفته بود که از نیویورک پخش می‌شد.
فیلم بمب شل (Bombshell) از روی زندگی او ساخته شده است.